# Gustaw Bujok
Gustaw Bujok (ur. 16 maja 1937 w Wiśle, zm. 15 czerwca 2017 w Cieszynie) – polski skoczek narciarski i kombinator norweski, siódmy zawodnik Mistrzostw Świata w Narciarstwie Klasycznym 1962 w Zakopanem.

## Przebieg kariery
Karierę narciarską rozpoczął w 1950 w rodzinnej Wiśle. Początkowo startował w zawodach kombinacji norweskiej, między innymi na mistrzostwach świata 1958. Nie odniósł na nich jednak sukcesu i zaczął startować w zawodach skoków narciarskich. W 1960 był najlepszym z Polaków w zawodach o Memoriał Bronisława Czecha i Heleny Marusarzówny. Startował na zawodach w Kawgołowie oraz na skoczniach szwajcarskich, fińskich i wschodnioniemieckich.
W lutym 1962 wziął udział w mistrzostwach świata w narciarstwie klasycznym w Zakopanem. W konkursie skoków na skoczni K-60 zajął siódme miejsce, a na skoczni K-90 był 26.
W latach 1961–1964 startował w konkursach Turnieju Czterech Skoczni. Dwukrotnie zajmował miejsca w czołowej dwudziestce tych zawodów. Udało mu się to 28 grudnia 1961 w Oberstdorfie (14. miejsce) oraz 6 stycznia 1963 w Bischofshofen (16. miejsce).
Zmarł 15 czerwca 2017 w Szpitalu Śląskim w Cieszynie w wieku 80 lat.

## Osiągnięcia

### Mistrzostwa świata w skokach
| Mistrzostwa | Miejscowość | Miejsce | Data           | Skocznia        | Konkurs | Skok 1    | Skok 1 | Skok 2    | Skok 2 | Skok 3    | Skok 3 | Nota łączna | Strata | Zwycięzca        | Źródło |
| Mistrzostwa | Miejscowość | Miejsce | Data           | Skocznia        | Konkurs | Odległość | Nota   | Odległość | Nota   | Odległość | Nota   | Nota łączna | Strata | Zwycięzca        | Źródło |
| ----------- | ----------- | ------- | -------------- | --------------- | ------- | --------- | ------ | --------- | ------ | --------- | ------ | ----------- | ------ | ---------------- | ------ |
| 1962        | Zakopane    | 7.      | 21 lutego 1962 | Średnia Krokiew | ind.    | 64,5      | 68,5   | 67,5      | 106,6  | 71,0      | 107,5  | 214,1       | 9,5    | Toralf Engan     | [ 2 ]  |
| 1962        | Zakopane    | 26.     | 25 lutego 1962 | Wielka Krokiew  | ind.    | 91,0      | 102,6  | 90,5      | 99,7   | 90,5      | 97,5   | 202,3       | 39,1   | Helmut Recknagel | [ 3 ]  |

### Mistrzostwa świata w kombinacji norweskiej
| 1958 Lahti | – | 36. miejsce |

### Turniej Czterech Skoczni
| 10. Turniej Czterech Skoczni |                        |                        |               |       |
| Oberstdorf                   | Innsbruck              | Garmisch-Partenkirchen | Bischofshofen | klas. |
| 14                           | 44                     | 32                     | 22            | 24    |
| 11. Turniej Czterech Skoczni |                        |                        |               |       |
| Oberstdorf                   | Innsbruck              | Garmisch-Partenkirchen | Bischofshofen | klas. |
| 35                           | 30                     | 44                     | 16            | 25    |
| 12. Turniej Czterech Skoczni |                        |                        |               |       |
| Oberstdorf                   | Garmisch-Partenkirchen | Innsbruck              | Bischofshofen | klas. |
| 46                           | 53                     | 39                     | 42            | 35    |